# Asheville
Pour les articles homonymes, voir Asheville (homonymie).
Ne doit pas être confondu avec Ashville.
Asheville est une ville située dans l’ouest de l’État de Caroline du Nord, aux États-Unis. Sa population s’élevait à 94 589 habitants en 2010.

## Géographie
Asheville se trouve dans la vallée de la rivière French Broad, une des vallées de la chaîne des Appalaches (Southern Appalachians). La ville s'appelait autrefois Morristown, et a obtenu son statut de ville le 27 janvier 1798. Le nom d'Asheville vient de l'ancien gouverneur de la Caroline du Nord Samuel Ashe.
À cause du terrain sur lequel la ville est construite, Asheville ne dispose pas d'un plan organisé comme les autres villes américaines. Avec la périurbanisation, elle est devenue le centre d'une aire métropolitaine d'environ 229 950 habitants.
La maire de la ville depuis 2013 est Esther Manheimer du Parti démocrate.

## Démographie
| Groupe            | Raleigh | Caroline du Nord | États-Unis |
| ----------------- | ------- | ---------------- | ---------- |
| Blancs            | 79,3    | 68,5             | 72,4       |
| Afro-Américains   | 13,4    | 21,5             | 12,6       |
| Autres            | 3,0     | 4,4              | 6,4        |
| Métis             | 2,6     | 2,2              | 2,9        |
| Asiatiques        | 1,4     | 2,2              | 4,8        |
| Amérindiens       | 0,3     | 1,3              | 0,9        |
| Total             | 100     | 100              | 100        |
|                   |         |                  |            |
| Latino-Américains | 6,5     | 8,4              | 16,7       |

Selon l'American Community Survey, pour la période 2011-2015, 90,05 % de la population âgée de plus de cinq ans déclare parler anglais à la maison, alors que 4,74 % déclare parler l'espagnol, 0,71 % le français, 0,69 % le russe et 3,82 % une autre langue.
| 1800 | 1860 | 1870  | 1880  | 1890   | 1900   |
| ---- | ---- | ----- | ----- | ------ | ------ |
| 38   | 502  | 1 400 | 2 616 | 10 235 | 14 694 |

| 1910   | 1920   | 1930   | 1940   | 1950   | 1960   |
| ------ | ------ | ------ | ------ | ------ | ------ |
| 18 762 | 28 504 | 50 193 | 51 310 | 53 000 | 60 192 |

| 1970   | 1980   | 1990   | 2000   | 2010   | 2020   |
| ------ | ------ | ------ | ------ | ------ | ------ |
| 57 929 | 54 022 | 61 607 | 68 889 | 83 393 | 94 589 |

## Transports
Asheville possède un aéroport régional (code AITA : AVL).

## Économie
Mills Manufacturing Corporation, fabricant de parachutes militaires est installé depuis 1952 dans cette ville et emploie 230 personnes en 2012.
Moog Music Inc. fabricant des célèbres synthétiseurs est basée à Asheville.

## Lieux et monuments

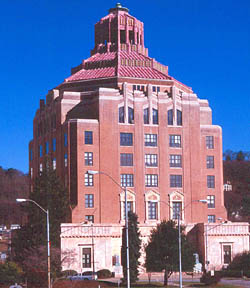
La mairie.

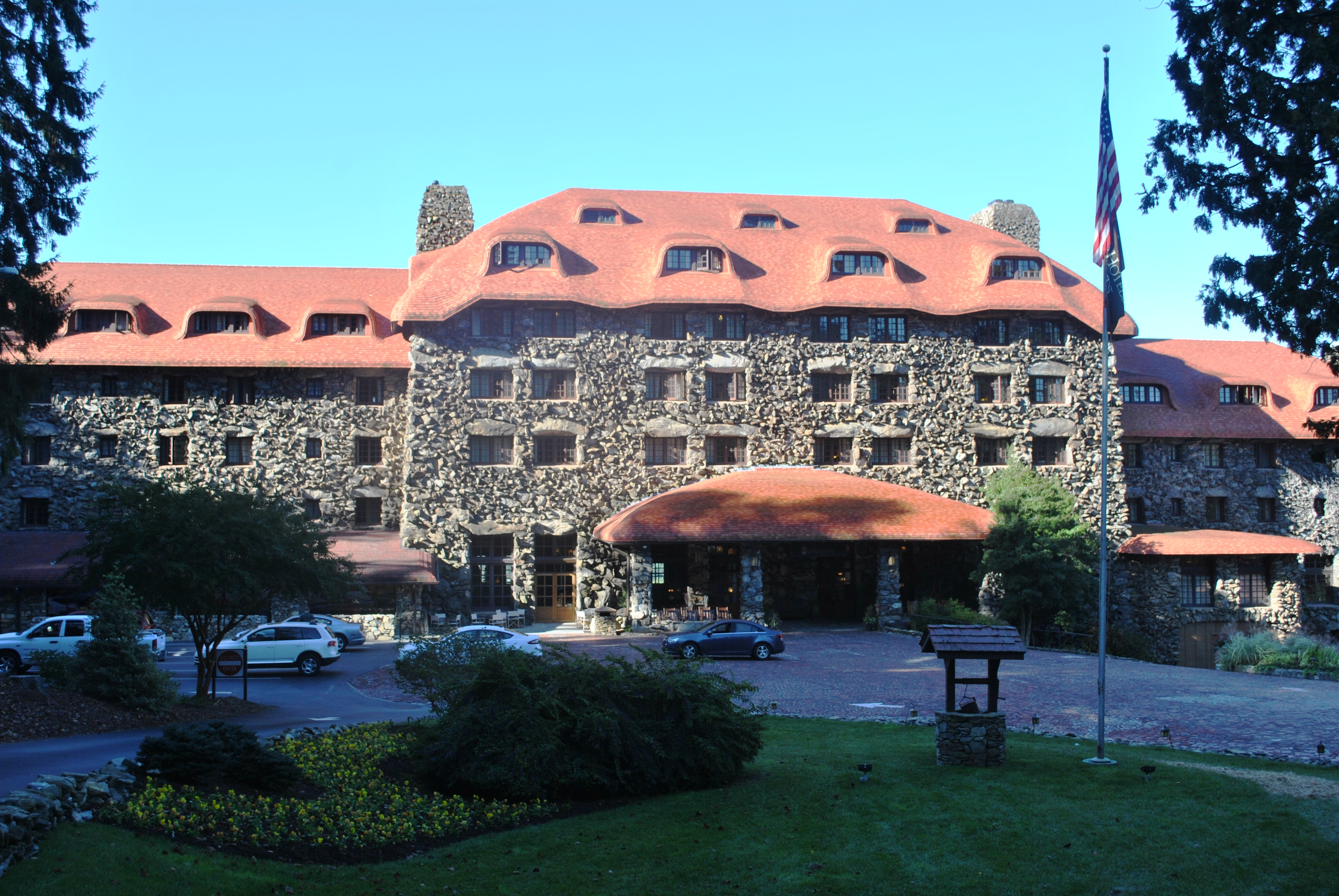
L'hôtel Omni Grove Park Inn.

Le domaine Biltmore (Biltmore Estate), château construit à la fin du XIXe siècle.

## Jumelages
- Vladikavkaz (Russie) depuis 1990[5]
- San Cristóbal de las Casas (Mexique) depuis 1994[6]
- Saumur (France) depuis 1996[7]
- Karpenísi (Grèce) depuis 2004[8]
- Valladolid (Mexique) depuis 2006[9]
- Osogbo (Nigeria) depuis 2008[10]